# Pompeii (eksperimentalfilm)
|  | Denne artikel er oprettet af botten Steenthbot ud fra en ekstern database. Den kan derfor have sproglige fejl eller mangler. Denne skabelon kan fjernes efter kontrol af indholdet. |

Pompeii er en dansk eksperimentalfilm fra 1992 instrueret af Joachim Hamou.

## Handling
Arkæologer graver i tiden og afdækker myter, som de i deres nysgerrighed kommer til at ødelægge.